# Saint-Ythaire
Saint-Ythaire é uma comuna francesa na região administrativa de Borgonha-Franco-Condado, no departamento Saône-et-Loire. Estende-se por uma área de 9,06 km². Em 2010 a comuna tinha 128 habitantes (densidade: 14,1 hab./km²).